# Marks Tey
Marks Tey es una localidad situada en Essex, Inglaterra (Reino Unido). Según el censo de 2021, tiene una población de 2618 habitantes.
Está ubicada al sureste de la región Este de Inglaterra, al noreste de Londres y a poca distancia de la ciudad de Chelmsford —la capital del condado— y de la costa del mar del Norte.